# Marcel Huizing
Marcel Huizing (Amsterdam, 1976) is een Nederlands ondernemer. Hij is de algemeen directeur van de supermarktketen Dirk van den Broek.

## Carrière
Huizing werd in Osdorp geboren, boven een Dirk waar zijn vader bedrijfsleider is. Na de middelbare school studeerde Huizing aan het MEAO, waarna hij in 1996 als 19-jarige aan de slag gaat als magazijnmedewerker bij Dirk. Hier groeide hij in het bedrijf door in verschillende functies zoals inkoopassistent, unit-manager en operationeel manager, om uiteindelijk in 2015 de algemeen directeur te worden van de supermarktketen. Tijdens zijn carrière binnen Dirk rondde Huizing verschillende opleidingen af voor logistiek management en inkoopmanagement. Hij behaalde daarnaast zijn NIMA-certificaat en op zijn 34e haalde hij ook zijn bachelor in bedrijfskunde.
In 2021 initieerde Huizing een petitie om de btw op groente en fruit te verlagen van 9% naar 6%. Op 8 juni 2021 overhandigde Huizing de petitie met 52.852 handtekeningen aan de Tweede Kamer. Later dat jaar startte hij een actie om via de eigen klanten geschikte supermarktlocaties te vinden.

## Persoonlijk
Huizing is getrouwd en heeft 2 kinderen. Hij doet aan crossfit.